# Björgvin Halldórsson
Björgvin Helgi Halldórsson, también conocido con los nombres Bó Halldórsson, Björgvin Halldórsson o Bó Hall, (Hafnarfjörður, 16 de abril de 1951) es un cantante islandés. Conocido por su participación en el Festival de la Canción de Eurovisión 1995. Su hija Svala Björgvinsdóttir participó en el Festival de la Canción Eurovisión 2017, celebrado en Kiev, Ucrania.

## Festival de Eurovisión
Björgvin Helgi Halldórsson fue seleccionado internamente por la radiotelevisión pública islandesa, RÚV. Acudió al Festival de la Canción de Eurovisión 1995, celebrado en Dublín el 13 de mayo, con el nombre Bó Halldórsson, donde su canción Núna (Ahora), con música suya y de Ed Welch y letra de Jón Örn Marinósson, terminó en 15.ª plaza de un total de 23 países y 31 puntos.

## Discografía
A lo largo de su carrera Björgvin ha lanzado los siguientes álbumes.
- Þó líði ár og öld (1969)
- Ég syng fyrir þig (1978)
- Jólagestir (1988)
- Allir fá þá eitthvað fallegt (1989)
- Yrkjum Ísland (smáskífa) (1994)
- Þó líði ár og öld (1994)
- Núna / If it's gonna end in heartache (1995)
- Núna (1995)
- Jólagestir Björgvins 3 (1995)
- Alla leið heim (1997)
- Bestu jólalög Björgvins (1999)
- Um jólin (2000)
- Á hverju kvöldi (2000)
- Eftirlýstur (2001)
- Ég tala um þig (2002)
- Brúðarskórnir (2003)
- Duet (2003)
- Manstu það (smáskífa) (2005)
- Ár og öld (2005)
- Björgvin ásamt Sinfóníuhljómsveit Íslands & gestum (2006)
- Björgvin (2006)
- Jólagestir 4 (2007)